# Moordrecht
Moordrecht est un village des Pays-Bas de la province de la Hollande-Méridionale, faisant partie de la commune de Zuidplas.

## Histoire de la commune
Moordrecht a été une commune indépendante jusqu'au 1er janvier 2010. À cette date, elle a fusionné avec Nieuwerkerk aan den IJssel et Zevenhuizen-Moerkapelle pour former la nouvelle commune de Zuidplas.
La commune avait une superficie de 12,73 km2. Au 31 décembre 2009, elle comptait 8 198 habitants.

## Personnalités liées à Moordrecht
- Nicolaas Jan Okhuysen (1746-1832), homme politique néerlandais ;
- Memphis Depay (1994-), footballeur néerlandais.